# Hubertus Mulckhuyse
Hubertus Mulckhuyse (ur. 15 października 1886 w Vinkeveen – zm. w 1951) – holenderski kolarz torowy i szosowy, srebrny medalista torowych mistrzostw świata.

## Kariera
Największy sukces w karierze Hubertus Mulckhuyse osiągnął w 1911 roku, kiedy zdobył srebrny medal w wyścigu ze startu zatrzymanego amatorów podczas torowych mistrzostw świata w Rzymie. W zawodach tych wyprzedził go jedynie Brytyjczyk Leon Meredith. Był to jedyny medal wywalczony przez Mulckhuyse'a na międzynarodowej imprezie tej rangi. Startował także w wyścigach szosowych, zajmując między innymi trzecie miejsce w klasyfikacji generalnej holenderskiego Olympia's Tour. Nigdy nie wystartował na igrzyskach olimpijskich.